# Hunting!!!!
Hunting!!!!（ハンティング）は日本のロックバンド、THE PREDATORSの1stミニ・アルバムである。

## 概要
2005年7月6日にthree mountain recordsより発表された。THE PREDATORSの初の作品である。初回限定盤にはステッカーが付属。

## 収録曲
全作詞：山中さわお
1. 爆音ドロップ（作曲：山中さわお）
2. Recall me（作曲：山中さわお）
3. Dizzy Life（作曲：JIRO）
4. Sleepy Dragon（作曲：JIRO）
5. ムスタング ヒッピー（作曲：山中さわお）
6. Lizard man（作曲：JIRO）
7. Last Hunting（作曲：山中さわお）